# Josef Košťálek
Josef Košťálek (ur. 31 sierpnia 1909 w Kladnie, zm. 21 listopada 1971) – czeski piłkarz, pomocnik. Srebrny medalista MŚ 34. Długoletni zawodnik Sparty Praga.
Karierę zaczynał w rodzinnym mieście (SK Kročehlavy). Piłkarzem Sparty był w latach 1929–1945. Czterokrotnie był mistrzem Czechosłowacji (1932, 1936, 1938, 1939), w 1935 triumfował w Pucharze Mitropa. Później grał w mniej znanych zespołach, pracował jako trener.
W reprezentacji Czechosłowacji zagrał 43 razy i strzelił 2 bramki. Debiutował 11 maja 1930 w meczu z Francją, ostatni raz zagrał w 1939. Podczas MŚ 34 wystąpił we wszystkich meczach drużyny, brał udział w MŚ 38.